# ピーター・クラック
ピーター・クラック (Peter Clack) は、オーストラリアのハード・ロック・バンドAC/DCの元メンバーで、ドラマー。1974年4月にAC/DCに参加した当時、バンドはマルコム・ヤング (リズムギター)、アンガス・ヤング (リードギター)、デイヴ・エヴァンス (リード・ヴォーカル)、ロブ・ベイリー (ベース)という編成だった。
クラックは、1974年からバンドのリズム・セクションとしてレギュラーに演奏していたが、1975年1月に、ベースのベイリーとともに解雇されてしまった。クラックはAC/DCの最初のミュージック・ビデオである「Can I Sit Next To You」に出演しており、また、デビュー・アルバム『ハイ・ヴォルテージ』のレコーディングの時期にメンバーであった。しかし、このアルバムにはほとんど貢献していないようで、ドラムはほとんどがセッション・ドラマーのトニー・カレンティが録音した。恒常的なメンバーとしてクラックの後を埋めたのはフィル・ラッドであった。